# Сухий Тагамлик
Сухи́й Кагамли́к — річка в Україні, в межах Машівського і Новосанжарського районів Полтавської області. Ліва притока Тагамлика (басейн Дніпра).

## Опис
Довжина річки 27 км, площа водозбірного басейну 213 км². Долина коритоподібна, завширшки 1,3 км, завглибшки до 30 м. Заплава завширшки до 50 м. Річище звивисте, завширшки до 2 м. Похил річки 1,7 м/км. Є заплавні пересихаючі озера. Влітку річка пересихає. Споруджено кілька ставків. 

## Розташування
Сухий Тагамлик бере початок на північний схід від села Короленківки. Тече переважно на південний захід, у пониззі — на захід. Впадає до Тагамлика біля північної околиці смт Машівки. 